# Premio Ammodo de Arquitectura
Los Premios de Arquitectura Ammodo (Ammodo Architecture Awards en inglés) son un premio internacional anual otorgado a "proyectos arquitectónicos con compromiso social y ecológico", por parte de la Fundación Stichting Ammodo desde 2024.

## Historia
Los Premios de Arquitectura Ammodo fueron lanzados en 2024 por Stichting Ammodo, una fundación holandesa que apoya el arte, la ciencia y la arquitectura. Los premios tienen como objetivo "reconocer y apoyar a los arquitectos y proyectos que abordan los desafíos sociales y ambientales contemporáneos a través del diseño innovador y la participación comunitaria".
La edición inaugural recibió 240 solicitudes de más de 70 países. En noviembre de 2024, la fundación anunció los primeros 23 proyectos ganadores, provenientes de 18 países, incluyendo Argentina, España, Perú, Brasil, Japón, India y Sudáfrica.

## Elegibilidad
La primera edición estuvo abierta a postulantes de todo el mundo y los ganadores fueron divididos en tres categorías: Arquitectura Social, Compromiso Social y Escala Local. Los ganadores reciben 150 000, 50 000 y 10 000 euros por cada proyecto y el objetivo es ayudarles a apoyar y desarrollar su práctica y nuevos proyectos.
El ciclo del jurado 2024 estuvo integrado por Joumana El Zein Khoury, Andrés Jaque, Anupama Kundoo, Floris Alkemade y Mariam Kamara.